# Eduardo Kac
Eduardo Kac (Río de Janeiro, 3 de julio de 1962) es un artista contemporáneo multidisciplinar de origen brasilero conocido principalmente por crear obras que usan la biotecnología para intervenir en la estructura genética de animales.
Kac se formó en Comunicación Social en la Pontificia Universidad Católica de Río de Janeiro. Inició su trayectoria artística en los años 80, realizando performances. Entre 1985 y 1986, comenzó a incursionar en el entonces emergente "arte digital", usando un sistema de videotexto. 
En 1989, Kac viaja a Estados Unidos para continuar su formación en la School of the Art Institute of Chicago.

## Obras
En 1997, Eduardo Kac se implantó un microchip en su propio cuerpo, siendo la primera persona en la historia en tomar ese riesgo. Lo realizó en el marco de su obra "Cápsula del tiempo", que introducía cuestionamientos éticos en torno a las tecnologías digitales.
Una de sus obras más conocidas, pionera del bioarte, es "GPF Bunny", presentada en 2000 en Aviñón como un conejo fluorescente verde también conocido bajo en nombre de "Alba". Este animal se encontraba implantado con un gen de proteína verde fluorescente (GFP) de un tipo de medusa y bajo una luz azul específica, el conejo parecía verde. El trabajo resultó ser muy controvertido.